# Harald Foss
Harald Frederik Foss, född 21 augusti 1843, död 15 februari 1922, var en dansk konstnär.
Foss kom i lära hos Vilhelm Kyhn, av vars stil han var starkt påverkad. En allvarlig och tung stämning vilar över hans jylländska hedlandskap, där det bruna är den förhärskande färgtonen.